# Claudia von Gélieu
Claudia von Gélieu (* 31. Juli 1960 als Claudia Faulstich in Melperts, jetzt Ehrenberg-Melperts) ist eine deutsche Politikwissenschaftlerin und Publizistin.

## Leben
Claudia von Gélieu besuchte zunächst die einklassige Grundschule in Melperts und nach deren Auflösung die Grundschule in Ehrenberg-Wüstensachsen. Anschließend besuchte sie die Ulstertalschule in Hilders und wechselte dann auf die gymnasiale Oberstufe der Freiherr-vom-Stein-Schule (Fulda), wo sie 1979 ihr Abitur ablegte. Anschließend studierte sie Politikwissenschaften am Otto-Suhr-Institut der Freien Universität Berlin und schloss ihr Studium als Diplom-Politologin ab. Während der 1980er Jahre war sie politisch in der SPD aktiv, unter anderem auch mehrere Jahre Juso-Kreisvorsitzende in Berlin-Schöneberg. Auch wegen der Bildung einer Großen Koalition, durch die Eberhard Diepgen erneut zum Regierenden Bürgermeister von Berlin gewählt wurde, verließ sie die SPD.
Anlässlich des Internationalen Frauentags 1988 führte sie eine Stadtrundfahrt zur Frauengeschichte in Berlin durch. Aufgrund der großen Nachfrage betätigt sie sich seitdem als Frauengeschichtsforscherin. Die Ergebnisse werden bei Führungen, in Vorträgen und Publikationen vermittelt. Mit Beate Neubauer und weiteren Kolleginnen betreibt sie seit 1994 „Frauentouren“. Sie gehört dem bundesweiten Netzwerk Miss Marples Schwestern – Historische Spurensuche nach Frauen vor Ort an. Sie ist Mitglied in der Vereinigung der Verfolgten des Naziregimes – Bund der Antifaschistinnen und Antifaschisten (VVN) und engagiert sich in der Galerie Olga Benario sowie anderen zivilgesellschaftlichen Initiativen. Claudia von Gélieu ist Mitglied im Verband deutscher Schriftstellerinnen und Schriftsteller.
Im Jahr 2001 wurde sie mit dem Frauenpreis des Berliner Senats ausgezeichnet.
Sie lebt im Frauenviertel in Berlin-Rudow.
In der Nacht zum 9. Februar 2017 wurde ihr Auto durch einen rechtsextremen Brandanschlag zerstört. Der Anschlag war Teil des sogenannten Neukölln-Komplexes von rechtsextremistischen Anschlägen auf Objekte und Personen der Zivilgesellschaft, die seit 2016 in Berlin-Neukölln erfolgt sind und bundesweite Aufmerksamkeit erfahren haben.

## Schriften
- Geschichte der Frauenbewegung erfahren in Ostberlin. DVK-Verlag, Berlin 1991, ISBN 3-88107-056-7.
- Geschichte der Frauenbewegung erfahren. Stadtrundfahrt in Berlin (West). DVK-Verlag, Berlin 1988, ISBN 3-88107-054-0.
- Frauen in Haft. Gefängnis Barnimstraße. Eine Justizgeschichte, Elefanten Press Verlag, Berlin 1994, ISBN 3-88520-530-0.
- Frauengeschichte entdecken in Berlin (= Elefanten-Press. 538). Elefanten-Press-Verlag, Berlin 1995, ISBN 3-88520-538-6.
- Wegweisende Neuköllnerinnen. Von der Britzer Prinzessin zur ersten Stadträtin. Trafo-Verlag Weist, Berlin 1998, ISBN 3-89626-148-7.[5]
- mit Beate Neubauer: Loben Sie mich als Frau. Berliner Frauengeschichte erzählt. Berlin Edition, Berlin 2001, ISBN 3-8148-0087-7.
- mit Beate Neubauer: Kurfürstin, Köchin, Karrierefrau. Zehn Berliner Porträts (= Blue notes. 28). Edition Ebersbach, Berlin 2005, ISBN 3-938740-04-3.
- Bibliothekarinnen in Rixdorf/Neukölln. Von den Anfängen der Volksbücherei bis zum Nationalsozialismus. In: Dorothea Kolland (Hrsg.): Aus dem Keller aufs Dach. 100 Jahre Stadtbibliothek Neukölln. 1906–2006 (= Publikationen der Stadtbibliothek Neukölln. 2). Amt für Kultur und Bibliotheken, Neukölln 2006, ISBN 3-9809348-3-7, S. 87–91.
- mit Christian von Gélieu: Die Erzieherin von Königin Luise. Salomé de Gélieu. Friedrich Pustet, Regensburg 2007, ISBN 978-3-7917-2043-2.[6]
- „Sie kannte nicht den Ehrgeiz, der an erster Stelle stehen will“. Emma Ihrer (1857–1911) zum 150. Geburtstag. In: JahrBuch für Forschungen zur Geschichte der Arbeiterbewegung. 3, 2007, S. 92–104.
- mit Beate Neubauer: Hexen, Salonièren, Girls. Berliner Frauengeschichte erzählt. Lehmanns Media, Berlin 2008, ISBN 978-3-86541-231-7.
- Vom Politikverbot ins Kanzleramt. Ein hürdenreicher Weg für Frauen. Lehmanns Media, Berlin 2008, ISBN 978-3-86541-265-2.
- Wie den Berlinern ein Bär aufgebunden wurde. Geschichten aus Berlin. Illustrationen von Anna Zunterstein. vbb – Verlag für Berlin-Brandenburg, Berlin 2011, ISBN 978-3-942476-20-1.
- Barnimstraße 10. Das Berliner Frauengefängnis 1868–1974. Metropol, Berlin 2014, ISBN 978-3-86331-224-4.
- "Dieser Tag gehört den Frauen" – Internationaler Frauentag am 8. März, Landeszentrale für Politische Bildung, Berlin 2019, kostenloser Download:
- Rosa Luxemburg in Berlin – Ein biografischer Stadtführer, Karl Dietz, Berlin 2021, ISBN 978-3-320-02380-5.

## Filmografie
- Frauengefängnis Barnimstraße. Zeitzeuginnen berichten über ihre Haft 1933–1945. Eine Dokumentation von Maria Binder, Ingrid Fliegel, Susanne Krekeler, Claudia von Gélieu. BRD 1996. 33 Min.